# Rhaponticum coniferum
Il  fiordaliso ovoide  (nome scientifico  Rhaponticum coniferum  (L.) Greuter, 2003)  è una pianta erbacea, angiosperma dicotiledone, perenne appartenente alla famiglia delle Asteraceae.

## Etimologia
Il nome generico (Rhaponticum) deriva dalla somiglianza delle foglie di alcune specie di questo genere con quelle del genere Rheum (in particolare con la specie Rheum rhaponticum L.) comune in alcune zone dell'Asia occidentale. L'epiteto specifico (coniferum) fa riferimento alla particolare forma dell'involucro, simile a una piccola pigna.

Il nome scientifico della specie è stato definito per la prima volta dal biologo e scrittore svedese Carl von Linné (1707 – 1778), considerato il padre della moderna classificazione scientifica degli organismi viventi e successivamente perfezionato in tempi moderni dal botanico svizzero Greuter (1938-) nella pubblicazione ”Willdenowia. Mitteilungen aus dem Botanischen Garten und Museum Berlin-Dahlem - 33(1): 61 (2003)” del 2003.

## Descrizione
Il fiordaliso ovoide può arrivare fino a 1,5 metri di altezza (normalmente va da 50 cm a 150 cm). La forma biologica della specie è emicriptofita scaposa ("H scap"): ossia è una pianta perennante tramite gemme posizionate al livello del terreno con fusto allungato e mediamente foglioso.

### Radici
Le radici sono secondarie da rizoma.

### Fusto
- Parte ipogea: la parte sotterranea consiste in un rizoma.
- Parte epigea: la parte aerea del fusto è breve e semplice. L'indumento è bianco-tomentoso.

### Foglie

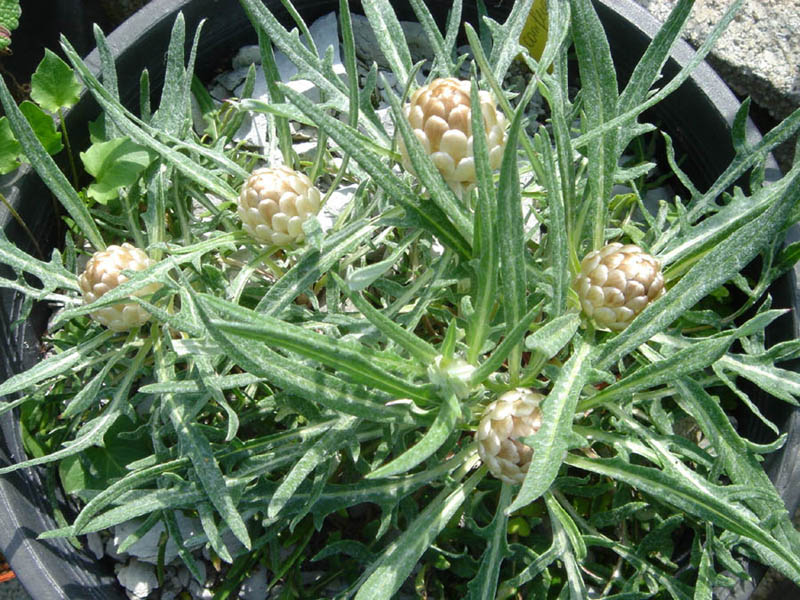
Le foglie superiori

Le foglie hanno una lamina a forma pennatosetta. La pagina inferiore è bianco-lanosa. Le foglie inferiori sono più allargate (larghezza 1 – 1,5 cm; lunghezza 5 – 10 cm); quelle superiori hanno dei segmenti lineari larghi 2 – 4 mm e lunghi 10 – 30 mm. 

### Infiorescenza

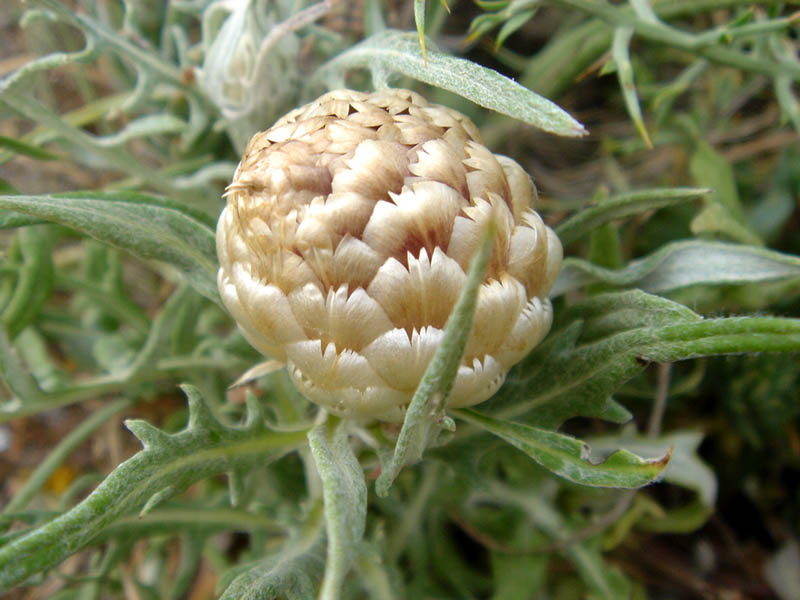
L’involucro

Le infiorescenze si compongono di un grosso e unico capolino. I capolini sono formati da un involucro ovoide composto da diverse brattee (o squame) disposte su più serie in modo embricato all'interno del quale un ricettacolo con pagliette fa da base ai fiori. Le squame sono allargate all'apice in una appendice membranosa di colore bruno e frangiata. Dimensione del capolino: larghezza 3 – 4 cm; lunghezza 4 cm. Dimensione delle squame: larghezza 3 – 6 mm; lunghezza 6 – 7 mm.

### Fiore

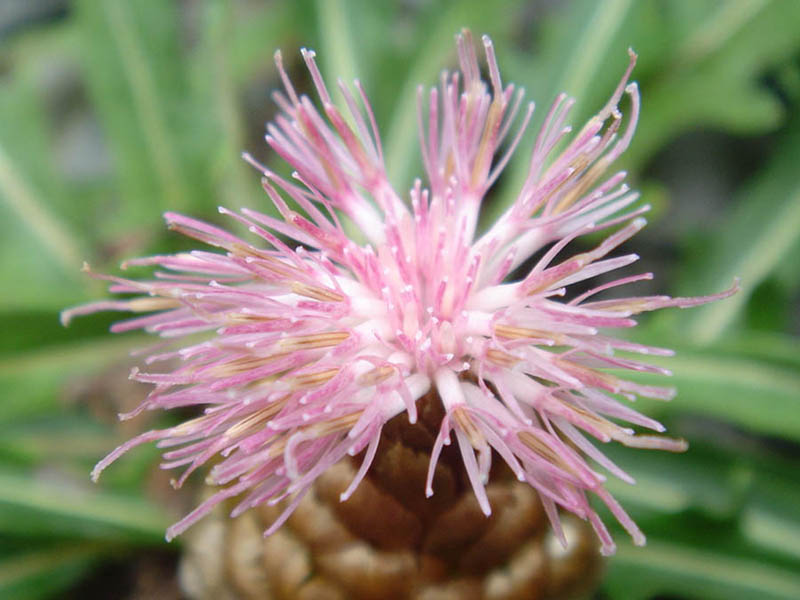
I fiori tubulosi

I fiori sono tutti del tipo tubuloso (il tipo ligulato, i fiori del raggio, presente nella maggioranza delle Asteraceae,  qui è assente), sono ermafroditi e sono inoltre tetra-ciclici (sono presenti 4 verticilli: calice – corolla – androceo – gineceo) e pentameri (ogni verticillo ha 5 elementi).
- Formula fiorale:

- /x K {\displaystyle \infty }, [C (5), A (5)], G 2 (infero), achenio

- Calice: i sepali del Calice sono ridotti ad una coroncina di squame.
- Corolla: la corolla è tubulosa con apice a 5 lobi; la lunghezza della corolla è di 36 – 38 mm. I 4/5 della corolla è formata da un tubo filiforme ed è quasi completamente inclusa nell'involucro. Il colore della corolla è purpureo (talvolta sbiadito).
- Androceo: gli stami sono 5 con filamenti, papillosi e pubescenti, liberi e le antere saldate in un manicotto circondante lo stilo.[12]
- Gineceo: gli stigmi dello stilo sono due divergenti; l'ovario è infero uniloculare formato da 2 carpelli.[12]
- Fioritura: da maggio a luglio (agosto).

### Frutti
I frutti sono degli acheni con pappo, cauco, a setole piumose.

## Biologia
- Impollinazione: l'impollinazione avviene tramite insetti (impollinazione entomogama).
- Riproduzione: la fecondazione avviene fondamentalmente tramite l'impollinazione dei fiori (vedi sopra).
- Dispersione: i semi cadendo a terra (dopo essere stati trasportati per alcuni metri dal vento per merito del pappo – disseminazione anemocora) sono successivamente dispersi soprattutto da insetti tipo formiche (disseminazione mirmecoria).

## Distribuzione e habitat

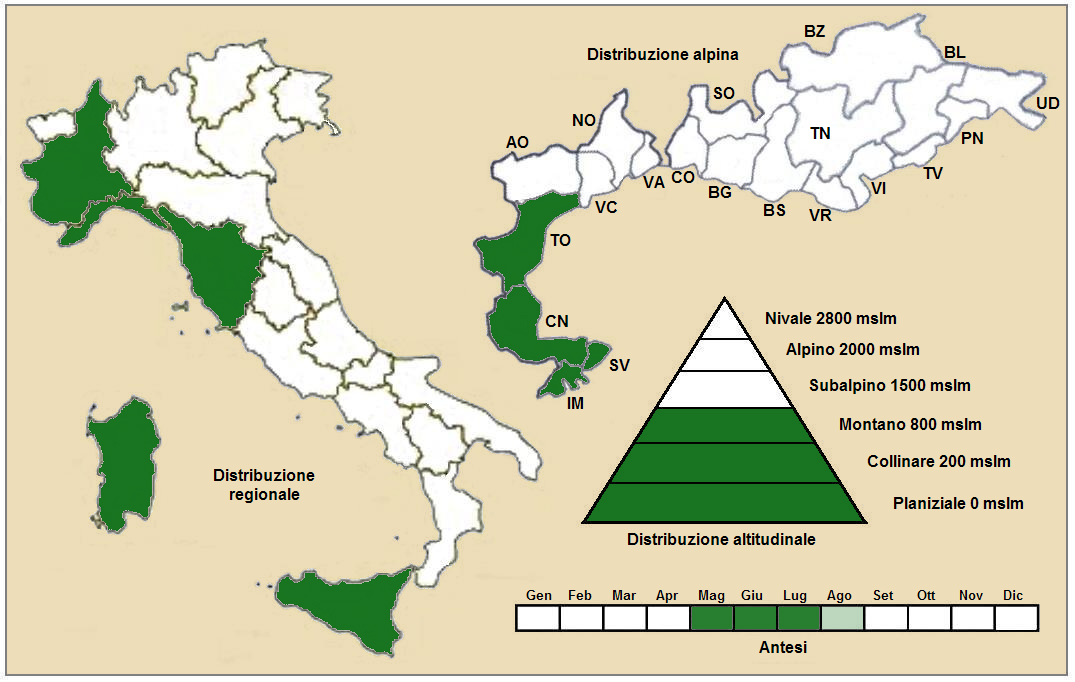
Distribuzione della pianta
(Distribuzione regionale – Distribuzione alpina)

- Geoelemento: il tipo corologico (area di origine) è "Ovest - Mediterraneo".
- Distribuzione: in Italia questa specie è presente al nord e nelle isole. Nelle Alpi è presente in Piemonte e Liguria, mentre all'estero, sempre sull'arco alpino, si trova in Francia (dipartimenti di Alpes-de-Haute-Provence, Hautes-Alpes, Alpes-Maritimes, Drôme, Isère e Savoia). Sugli altri rilievi europei è presente nel Massiccio Centrale e nei Pirenei.[14] Fuori dall'Europa si trova nell'Africa mediterranea occidentale.[15]
- Habitat: l'habitat tipico sono le garighe, i prati umidi, le pinete e i gineprai; ma anche le zone incolte e pietrose. Il substrato preferito è calcareo ma anche siliceo con pH neutro, bassi valori nutrizionali del terreno che deve essere arido.
- Distribuzione altitudinale: sui rilievi queste piante si possono trovare fino a 1.000 m s.l.m.; frequentano quindi i seguenti piani vegetazionali: montano e collinare (oltre a quello planiziale – a livello del mare).

### Fitosociologia
Dal punto di vista fitosociologico alpino Rhaponticum coniferum appartiene alla seguente comunità vegetale:
Formazione: comunità delle lande di arbusti nani e delle torbiere
Classe: Rosmarinetea
Ordine: Rosmarinetalia

## Tassonomia
La famiglia di appartenenza di questa voce (Asteraceae o Compositae, nomen conservandum) probabilmente originaria del Sud America, è la più numerosa del mondo vegetale, comprende oltre 23.000 specie distribuite su 1.535 generi, oppure 22.750 specie e 1.530 generi secondo altre fonti (una delle checklist più aggiornata elenca fino a 1.679 generi). La famiglia attualmente (2021) è divisa in 16 sottofamiglie.
La tribù Cardueae (della sottofamiglia Carduoideae) a sua volta è suddivisa in 12 sottotribù (la sottotribù Centaureinae è una di queste).

### Filogenesi
La classificazione della sottotribù rimane ancora problematica e piena di incertezze. Il genere di questa voce è inserito nel gruppo tassonomico informale Rhaponticum Group formato da 7 generi. La posizione filogenetica di questo gruppo nell'ambito della sottotribù è abbastanza "basale" tra i gruppi informali Volutaria Group e Serratula Group.
La tassonomia del genere Rhaponticum ha subito più di qualche modifica nel corso di questi ultimi tempi. Inizialmente Linneo aveva descritto le specie nel genere  Centaurea. Più tardi alcune specie sono state trasferite nel genere Leuzea. La circoscrizione del "Rhaponticum Group" è confermata anche da studi di tipo filogenetico. Tuttavia alcune checklist propongono ancora le specie del genere Rhaponticum all'interno del genere Leuzea e altre considerano Rhaponticum un sinonimo di Centaurea.
Il genere Rhaponticum è suddiviso in due cladi fortemente supportati: il clade Orientale e quello Occidentale. In quest'ultimo sono inserite le specie della flora italiana.
La tassonomia della specie R.coniferum ha subito alcune modifiche. Inizialmente Linneo l'aveva descritta nel genere  Centaurea con il nome di Centaurea coniferum L.. Ancora Pignatti nella sua ”Flora d‘Italia”  la descrive come appartenente al genere Leuzea con il nome di Leuzea conifera (L.) DC.. Solamente con le ultime ricerche filogenetiche le specie del genere Leuzeasono state incluse nel più comprensivo genere Rhaponticum (zona centrale del “Clade occidentale”). Tuttavia alcune checklist propongono ancora le specie del genere Rhaponticum all'interno del genere Leuzea.
Il numero cromosomico di R. coniferum è: 2n = 18, 22 e 26.
Il basionimo per questa specie è: Centaurea conifera L., 1753

### Sottospecie
Per questa specie sono riconosciute due sottospecie:
- Rhaponticum coniferum (L.) Greuter subsp. coniferum (è la sottospecie di questa voce presente in Italia)
- Rhaponticum coniferum subsp. berardioides (Batt.) Greuter - Distribuzione: Marocco

### Sinonimi
Questa entità ha avuto nel tempo diverse nomenclature. L'elenco seguente indica alcuni tra i sinonimi più frequenti:
- Centaurea conifera L.
- Centaurea pitycephala Brot.
- Leuzea conifera (L.) DC.
- Leuzea berardioides Batt. (sinonimo della sottospecie berardioides)
- Leuzea fontqueri Sauvage (sinonimo della sottospecie berardioides)
- Rhaponticum berardioides (Batt.) Hidalgo  (sinonimo della sottospecie berardioides)
- Rhaponticum font-queri (Sauvage) Hidalgo (sinonimo della sottospecie berardioides)

### Specie simili
Le altre due specie del genere Rhaponticum presenti in Italia (Rhaponticum heleniifolium Lam. e Rhaponticum scariosum Gren. & Godr.), si distinguono per i capolini più grandi, anche le piante in generale sono più alte; i fiori tubulosi sono più vistosi; le foglie hanno la lamina intera (subsp. rhaponticum), o con i margini profondamente incisi (subsp. bicknelli) o lirata (subsp. heleniifolium).

## Altre notizie
Il  Fiordaliso ovoide   in altre lingue viene chiamato nei seguenti modi:
- (DE)  Zapfen-Flockenblume
- (FR)  Leuzée conifère